# Seda (Lettland)
Seda (deutsch: Sedde) ist eine Stadt in Vidzeme, dem historischen Livland, im Norden Lettlands, die in den 1950er Jahren als Arbeitersiedlung in einem Torfabbaugebiet errichtet wurde. Im Jahre 2022 zählte sie 1.096 Einwohner. Sie ist nach dem durch das Stadtgebiet fließenden Fluss Seda benannt, der in den Burtnieker See mündenden Fluss Seda mündet.

## Geschichte
Das Sumpfgebiet „Seda“ gehörte zum Gut Wolfarths Linde (heute lett. Jērcēni). 1938 wurde eine staatliche Aktiengesellschaft „Kūdra“ (= Torf) zur Ausbeutung der Torfvlorkommen gegründet. Bis 1954 befand sich in dem Wald- und Sumpfgebie lediglich ein einzelnes Gehöft.
Am 5. August 1954 wurde der Plan zum Bau einer Torffabrik mit Arbeitersiedlung genehmigt. In der Folgezeit wurde ein Gebiet nördlich der Eisenbahnlinie Valga – Riga gerodet und mit den Bauarbeiten begonnen. Das Projekt wurde als Allunions-Komsomol-Stoss-Bauobjekt beworben, so dass sich junge Arbeiter aus allen Teilen der Sowjetunion meldeten. Die Bevölkerung der neu angelegten Siedlung wuchs auf 4000 Einwohner, durch deren Zusammensetzung Seda eine russische Sprachinsel in Nordlettland war. 1991 erhielt Seda die Stadtrechte, obwohl die Bevölkerung infolge Unabhängigkeit und wirtschaftlicher Umstrukturierung Lettlands bereits im Schwinden war und inzwischen nur noch etwa ein Viertel ihrer ursprünglichen Größe beträgt. 2006 waren 64 % der Einwohner Russen und 17 % Letten. Die restlichen 19 % verteilen sich auf 16 andere Nationalitäten. Etwa die Hälfte aller Einwohner besaß die lettische Staatsbürgerschaft. Ein Drittel davon waren Pensionäre.

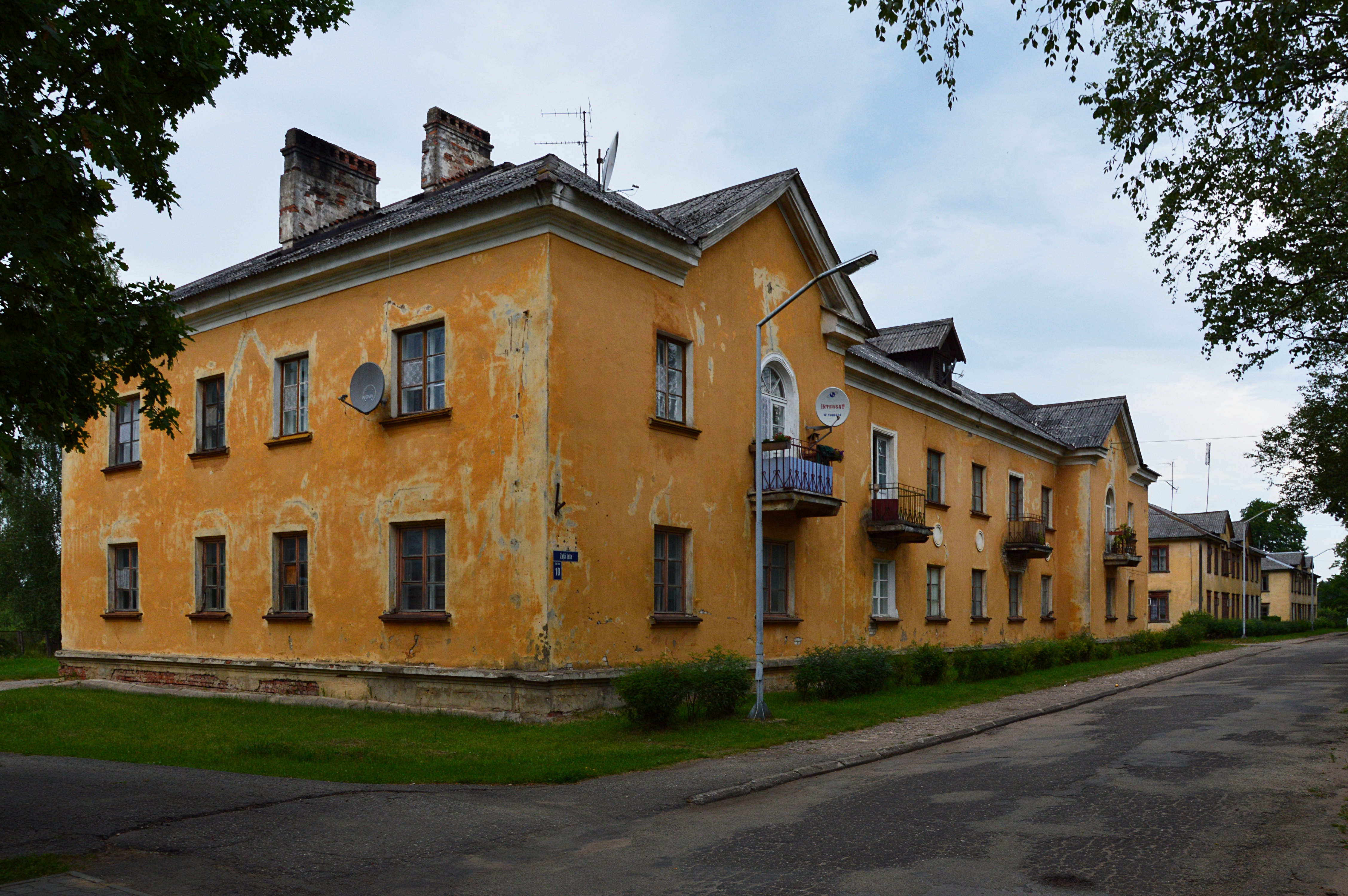
Typische Wohngebäude aus den 1950er Jahren

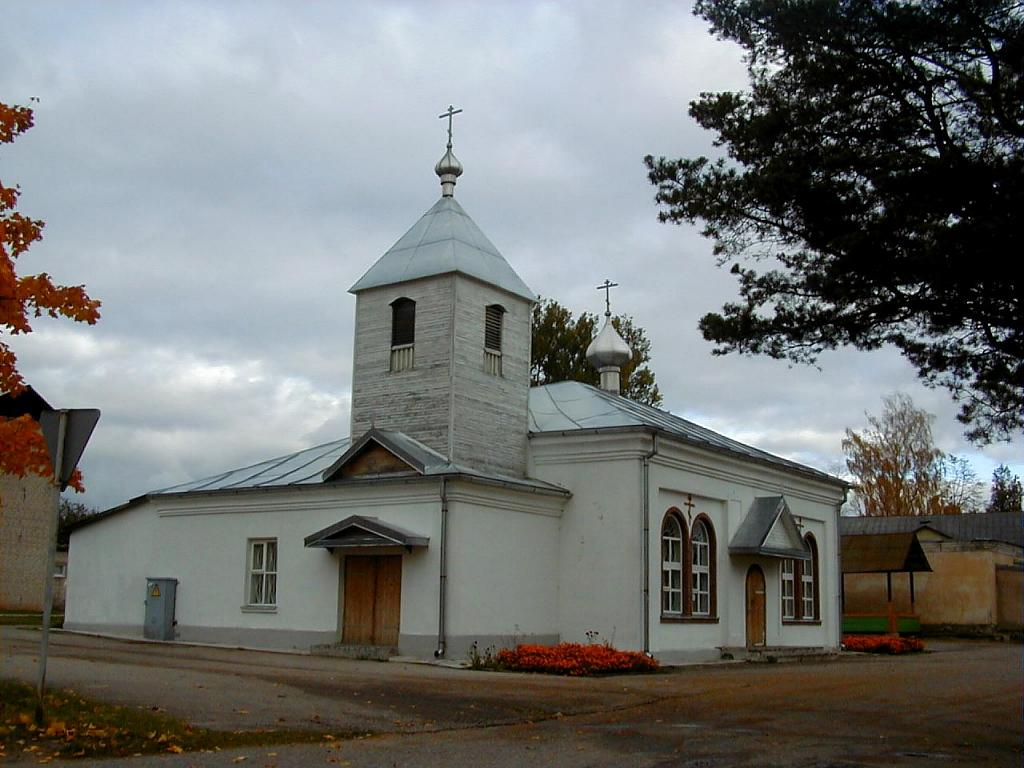
Orthodoxe Kirche in Seda

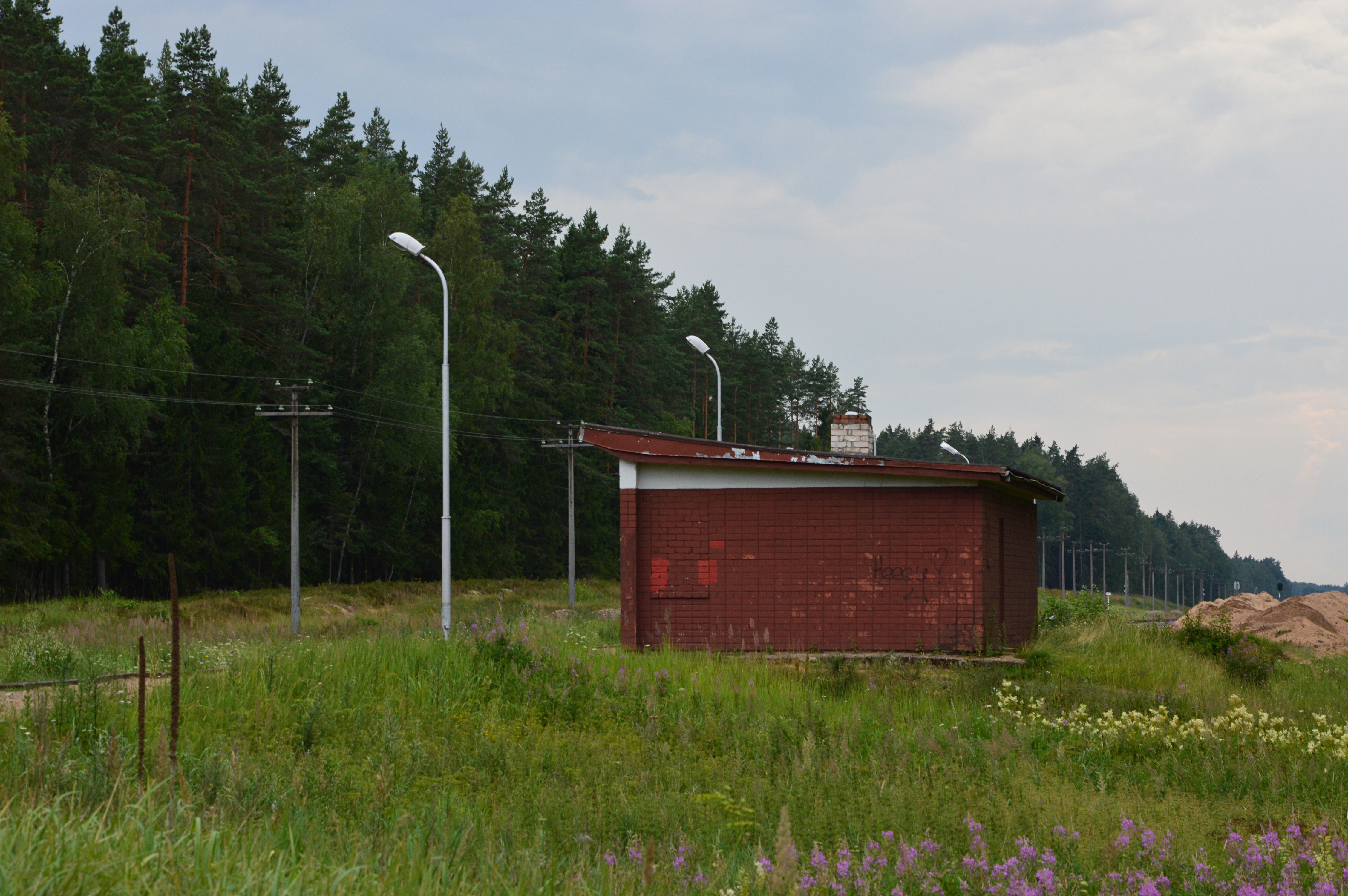
Geschlossener Eisenbahn-Haltepunkt Seda

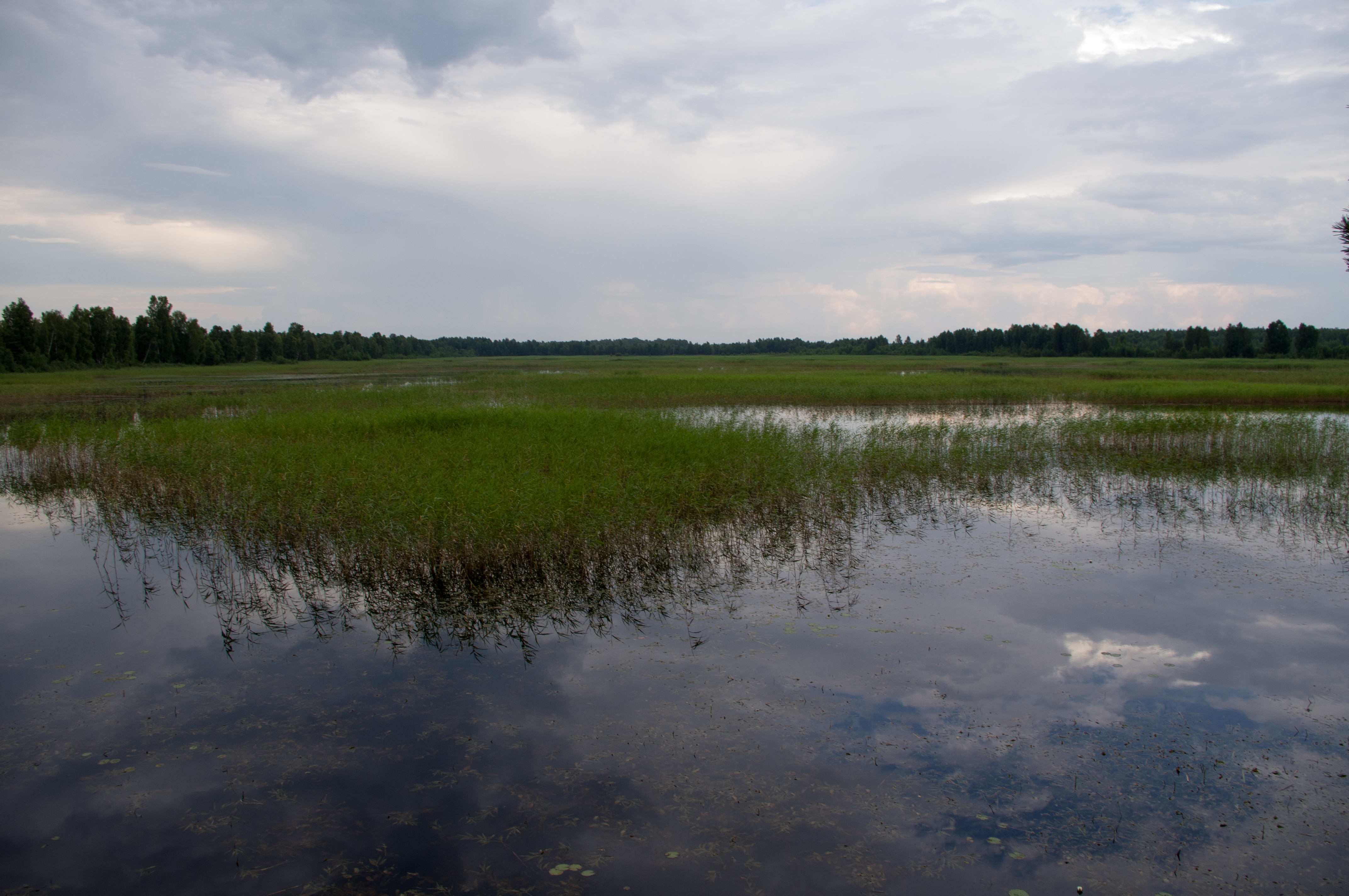
Seda-Sumpf

Die privatisierte Betreibergesellschaft ist der größte Torfproduzent Lettlands.
Die 1972 eröffnete Station Seda an der Bahnstrecke von Rīga nach Valga wurde im Dezember 2019 aufgrund des nur noch geringen Passagieraufkommens geschlossen.
Das Leben in Seda wird in dem 2004 produzierten Film Seda. Purva ļaudis (Seda. Das Volk des Sumpfes) anschaulich dargestellt.

## Architektur
Der Stadtaufbau ist sehr kompakt. Um einen großen zentralen Rundplatz, den Skolas laukums (Schulplatz) mit dem Gebäude der Stadtverwaltung und der Schule, laufen die von Birken und Linden gesäumten breiten Straßen sternförmig auseinander. Die Architektur der öffentlichen Gebäude im Stil des Sozialistischen Klassizismus der unmittelbaren Nach-Stalin-Aera, wie dem repräsentativen Kulturhaus von 1959 und der Schule, sowie der schlichter gehaltenen Wohnhäuser findet sich als Bauensemble nirgendwo sonst in Lettland. Zum Ortsrand hin wurden später einige der sonst in der Sowjetunion üblichen Wohnhäuser in Plattenbauweise errichtet. Die eilig gebauten, sämtlich gelblichen Gebäude aus den 1950er Jahren zeigen Spuren der Zeit und stehen zur Hälfte leer. 2004 wurde ein Ladengebäude zur orthodoxen Kirche des Erzengel Michael umgebaut.

## Der Seda-Sumpf
Das 7582 Hektar große Sumpfgebiet ist mit einem Feldbahnnetz von 40 km Länge und einer Spurweite von 750 mm erschlossen, das für den Torf-Transport benützt wird, jedoch nicht für den öffentlichen Personennahverkehr. Nach einem halben Jahrhundert sind die Torfbestände zum Großteil ausgebeutet. Die entstandenen Feuchtflächen beherbergen eine artenreiche Fauna an teilweise geschützten Tieren und sind wichtig für Zugvögel. Im Frühling sammeln sich hier mehrere hunderte nördliche Schwäne und im Herbst über tausend Wildgänse. Ein großes Gebiet im Herzen des Sumpfes ist noch im Naturzustand, da alle Versuche einer Trockenlegung scheiterten. Hier wurden Baumwurzeln aus dem Sumpf gefördert, die teilweise 3000 Jahre lang erhalten geblieben sind. Im Herbst ist das Gebiet bei Sammlern von Heidelbeeren und Moosbeeren beliebt. In den trockeneren Wäldern wachsen auch Pilze.